# Ізабель ван Келен
Ізабель ван Келен (нід. Isabelle van Keulen; нар. 16 грудня 1966, Мейдрехт, Утрехт) — нідерландська скрипалька та альтистка.

## Біографія
Навчалася в Амстердамській консерваторії у Давіни ван Велі і в Зальцбурзькому Моцартеумі у Шандора Вега. У 1984 році стала переможницею Конкурсу молодих музикантів «Євробачення» у Женеві. У 1997–2006 році була художньою керівницею фестивалю камерної музики у Делфті. З 2009 році розділяє з Тер'є Теннесеном керівництво Норвезьким камерним оркестром.

## Концертна діяльність
Гастролювала з найбільшими оркестрами Європи і США під керівництвом Н. Маррінера, Р. Норрінгтона, О. Вянскя, В. Гергієва та інших найбільших диригентів. Виступала з Лейфом Ове Андснесом, Гоканом Гарденбергером, Томасом Адесом, Гідоном Кремером.

## Репертуар
В основному виконує сучасну музику (Шостакович, Мессіан, Мартіну, Лютославський, Петтерссон, Шнітке, Губайдуліна, Тюйр), але записувала також твори Гайдна, Моцарта, Гріга, Сібеліуса.